# The Motors
The Motors was een Britse Pubrock/popband, opgericht in Londen in 1977 door Nick Garvey en Andy McMaster. De band was tot 1980 actief. Hun grootste succes was de plaat "Airport" uit 1978, welke de 4e positie behaalde in de UK Singles Chart en in Nederland een radiohit werd in  de destijds drie landelijke hitlijsten (Nederlandse Top 40, Nationale Hitparade en de TROS Top 50) op de nationale publieke popzender Hilversum 3 en ook in de Europese hitlijst op Hilversum 3, de TROS Europarade. Ook in België werd de plaat een radiohit in de beide Vlaamse hitlijsten. In Wallonië werd géén notering behaald.

## Geschiedenis
Begin 1975 verliet Garvey de band Ducks Deluxe. Garvey richtte hierop een eigen band op genaamd The Snakes, samen met drummer Ricky Slaughter en zanger Robert Gotobed. Deze band hield niet lang stand. Hierop zocht Garvey op aandringen van zijn manager Richard Ogden contact met Andy McMaster, eveneens een voormalig lid van Ducks Deluxe. Samen namen ze in januari 1977 enkele demo’s op, waarna ze overgingen tot het vormen van The Motors. De groep bestond verder uit gitarist Rob Hendry en Ricky Slaughter.
Het officiële livedebuut van the Motors was in maart 1977 in de Marquee Club. Tevens nam de band drie nummers op voor John Peels wekelijkse BBC Radio 1-show.. In mei 1977 verliet Hendry de band. Hij werd opgevolgd door Bram Tchaikovsky. Diezelfde maand kreeg de band een contract bij Virgin Records. Hier nam de band in de samenstelling Garvey/McMaster/Tchaikovsky/Slaughter twee albums op, die beide een bescheiden succes werden: The Motors in 1977 en Approved By The Motors in 1978.
Hun eerste single was "Dancing The Night Away", welke de 42e plek in de Britse hitlijsten haalde. Twee andere hits volgden. In 1978 kwam The Motors met "Airport" – dat hun grootste hit werd. Het lied was behalve in het Verenigd Koninkrijk ook een kleine hit in de Verenigde Staten. De volgende single, "Forget About You", kwam twee maanden later uit.
Midden 1978 stapte Tchaikovsky op, volgens geruchten omdat hij ontevreden zou zijn over het feit dat hij niet als een volwaardig bandlid werd gezien. Slaughter vertrok kort hierop ook. Bassist Martin Ace en drummer Terry Williams namen hun plaatsen in. In 1980 volgde het derde album van de band: Tenement Steps. Dit album bevatte de bescheiden hit "Love and Loneliness". Na uitgave van het album werd het stil rondom de band. In 1982 ten slotte maakten Garvey en McMaster officieel bekend dat de band opgeheven was.

## Na The Motors
Tchaikovsky had na zijn vertrek bij "The Motors" een korte solocarrière. Hij scoorde onder andere in Amerika een top 40-hit met "Girl of My Dreams". In Nederland had hij een kleine hit met "Sarah Smiles". Verder richtte hij een eigen band op die samen optrad met The Joe Perry Project, The Cars, en Alice Cooper. In de jaren 80 had hij een eigen opnamestudio.
Garvey bracht zelf een soloalbum uit; Blue Skies uit 1982. Verder werkte hij samen met Paul McCartney.
Slaughter trad gedurende de rest van de jaren 80 op met verschillende bands, waaronder Fallen Angels.
McMaster zou nog steeds actief zijn in de muziekindustrie.
De drie albums van "The Motors" werden op 27 maart 2006 heruitgebracht in het Verenigd Koninkrijk, voorzien van nieuwe live-nummers en remixen.

## Voornaamste formatie
- Nick Garvey – zang, gitaar
- Bram Tchaikovsky – gitaar, zang
- Andy McMaster – bassist/zang
- Ricky Slaughter – drummer

## Discografie

### Albums
| Album met eventuele hitnotering(en) in de Nederlandse Album Top 100 | Datum van verschijnen | Datum van binnenkomst | Hoogste positie | Aantal weken | Opmerkingen   |
| ------------------------------------------------------------------- | --------------------- | --------------------- | --------------- | ------------ | ------------- |
| The Motors                                                          | 1977                  | -                     |                 |              |               |
| Approved by The Motors                                              | 1978                  | -                     |                 |              |               |
| Tenement steps                                                      | 1980                  | -                     |                 |              |               |
| Greatest hits                                                       | 1981                  | -                     |                 |              | Verzamelalbum |

### Singles
| Single met eventuele hitnotering(en) in de Nederlandse Top 40 | Datum van verschijnen | Datum van binnenkomst | Hoogste positie | Aantal weken | Opmerkingen              |
| ------------------------------------------------------------- | --------------------- | --------------------- | --------------- | ------------ | ------------------------ |
| Dancing the night away                                        | 1977                  | 24-09-1977            | tip21           | -            |                          |
| Airport                                                       | 1978                  | 15-07-1978            | 28              | 5            | #26 in de Single Top 100 |
| Forget about you                                              | 1978                  | 09-09-1978            | tip13           | -            | #47 in de Single Top 100 |
| Sensation                                                     | 1978                  | -                     |                 |              |                          |
| Today                                                         | 1978                  | -                     |                 |              |                          |
| Tenement steps                                                | 1980                  | 12-07-1980            | tip17           | -            |                          |
| Love and loneliness                                           | 1980                  | -                     |                 |              |                          |
| Metropolis                                                    | 1980                  | -                     |                 |              |                          |
| That's what John said                                         | 1980                  | -                     |                 |              |                          |

### NPO Radio 2 Top 2000
| Nummer met noteringen in de NPO Radio 2 Top 2000 | '00  | '01  | '02  | '03  | '04 | '05 | '06  | '07  | '08  | '09  | '10  | '11  | '12  | '13  | '14  |
| ------------------------------------------------ | ---- | ---- | ---- | ---- | --- | --- | ---- | ---- | ---- | ---- | ---- | ---- | ---- | ---- | ---- |
| Airport                                          | 1091 | 1336 | 1091 | 1346 | 632 | 950 | 1102 | 1536 | 1083 | 1558 | 1605 | 1732 | 1389 | 1618 | 1991 |

1. ↑  Een vetgedrukt getal geeft de hoogste notering aan.
2. ↑  2000 was het eerste jaar met een notering voor dit nummer.
3. ↑  Deze tabel is bijgewerkt tot en met de laatste editie (2024).

## Covers
- "Dancing the Night Away" werd in 1983 gecoverd door Cheap Trick voor hun album Next Position Please.
- "Forget About You" werd in 1978 gecoverd door Leif Garrett voor zijn album Feel The Need.
- "Love and Loneliness" werd in 1986 gecoverd door Chris Thompson voor de soundtrack van American Anthem.